# 坎布里亞 (印地安納州)
坎布里亞（英語：Cambria）是位於美國印地安納州克林頓縣的一個非建制地區。該地的面積和人口皆未知。

## 地理
坎布里亞的座標為40°21′57″N 86°33′33″W / 40.36583°N 86.55917°W，而該地的平均海拔高度為250米（即820英尺）。